# Kronobergsmetoden
Kronobergsmetoden är en skötselmetod för skogsproduktion och innebär ett skiktat bestånd med björk och gran. Syftet med metoden är att utnyttja björken och granens olika tillväxtfaser optimalt inom samma bestånd och därigenom erhålla en högre totalproduktion.
Metoden som ger en blandskog av björk och gran kräver relativt intensiv skötsel men har en mängd andra fördelar jämfört med en monokultur av gran. Grundtanken bakom metoden är att björk är en primär växt med bra tillväxt i ungdomen som vill ha fri tillgång till ljus medan gran är en sekundär växt med bäst tillväxt i senare faser av sin något längre omloppstid.
Björk har normalt en omloppstid på 40-50 år, jämfört med gran som normalt har sin omloppstid på 60-100 år och med sin bästa produktionsförmåga från 30-40 år och framåt. Metoden kan rätt utförd resultera i ett skiktat bestånd som liknar naturliga förhållanden.
Metoden kan vara lämplig att tillämpa vid följande omständigheter
- Svårigheter att föryngra på grund av frost
- Svårigheter att föryngra på fuktiga marker
- Vid alltför rikligt björkuppslag
- För att genom blandskog förebygga rotröta
- När högre högre totalproduktion önskas
- När hög kvalitet på timmer önskas, vilket ges av en långsam tillväxt för granen i dess unga år som därmed leder till täta årsringar nära stockens mitt

## Metodens steg

### Steg 1
Första röjning görs 8-10 år efter avverkning när björken är 3-4 meter hög och granarna är 0,5-1 meter. Björkskärmen bör efter röjning bestå av ca 3 500 stammar/hektar. Genom att björkarna står i förband på 1,7 meter motverkas stubbskott och björkens kronor “hissas upp” och ger därmed utrymme till de växande granplantorna. Granen kan vara naturligt föryngrad eller planterad.

### Steg 2
3-5 år efter den första röjningen vid 6-9 m ska björken åter röjas, granen är nu ca 2 meter. Björkförband 2,5-3 m motsvarande 1000-1500 stammar/hektar och samtidig röjning av gran till produktionsförband.  Om granunderväxten är gles kan en tätare skärm sparas medan en god granunderväxt klarar en glesare skärm, under förutsättning att frostrisken är måttlig. På helt frostfria marker kan hela lövskärmen avvecklas.

### Steg 3
Björkskärmen avvecklas helt efter ytterligare 5-6 år då den är 15-20 år och 8-12 meter hög, den underväxande granen 3-4 meter. Löv lämnas i luckor, beståndskanter och på fuktiga områden. Avverkad björk kan ge klen massaved. Vid behov röjs även granarna.

## Låg skärm vs hög skärm
Till skillnad från föryngring under en högskärm av fröträd ger en lågskärm med ett förväxande primärt trädslag en tätare skärm som kan kontrolleras i olika steg. Positiva effekter av detta är ett bättre skydd mot frost, ett kontrollerat ljusinsläpp som hämmar nya lövuppslag av stubbskott samt verkan för en bättre jordmån och mindre försumpning. Både hög- och lågskärm kan producera virke. Nackdelar med Kronobergsmetoden är att frostskyddet fås först efter några år när björken vuxit upp samtidigt som det är svårt att förutsäga hur den utvecklas. Metoden är skötselintensiv och kräver tillsyn för att sätta in röjning vid rätt tidpunkt. Risk finns också att granen skadas när björkskärmen avvecklas.

## Andra användningar
Med samma principer som Kronobergsmetoden kan andra sekundära trädslag föryngras under lågskärm. Exempel på detta är ädellöv så som bok och ek under en skärm av hybridlärk.